# Тринадцатиугольник
Тринадцатиугольник, тридекагон ― многоугольник с 13 углами и 13 сторонами. Как правило, тринадцатиугольником называют правильный многоугольник, то есть такой, у которого все стороны и все углы равны (в случае тринадцатиугольника углы равны примерно 152°). Правильный тринадцатиугольник используется в некоторых странах в качестве формы для монет.

## Правильный тринадцатиугольник
Площадь правильного тринадцатиугольника со стороной a находится по формуле:
{\displaystyle A={\frac {13}{4}}a^{2}\cot {\frac {\pi }{13}}\simeq 13.1858\,a^{2}.}
Или, при радиусе описанной окружности R:
{\displaystyle S={\frac {13R^{2}}{2}}\sin({\tfrac {2\pi }{13}})\approx 3,0207006\,R^{2}}
Или, при радиусе вписанной окружности r:
{\displaystyle S=13r^{2}\cdot \tan({\tfrac {\pi }{13}})\approx 3,2042122\,r^{2}}
Центральный угол правильного тринадцатиугольника равен:
{\displaystyle \mu _{target}=\left({\frac {360^{\circ }}{13}}\right)=27.{\overline {692307}}^{\circ }}

## Построение
Ниже показана схема приблизительного построения правильного тринадцатиугольника с помощью циркуля и линейки:

## Монеты
Форму правильного тринадцатиугольника имеет чешская монета в 20 крон: